# Irina Wladimirowna Maratschowa
Irina Wladimirowna Maratschowa (russisch Ирина Владимировна Марачёва, engl. Transkription Irina Marachova; * 29. September 1984) ist eine russische Mittelstreckenläuferin.
Bei den Leichtathletik-Europameisterschaften 2012 in Helsinki gewann sie Silber über 800 m. 2016 wurde Maratschowa wegen Dopings für zwei Jahre gesperrt.

## Persönliche Bestzeiten
- 800 m: 1:57,82 min, 27. Mai 2012, Sotschi
  - Halle: 1:59,36 min, 13. Februar 2009, Moskau
- 1000 m: 2:35,3 min, 4. Juni 2011,	Florø
  - Halle: 2:40,59 min, 5. Februar 2012,	Moskau
- 1500 m: 4:06,78 min, 24. Juli 2011, Tscheboksary
  - Halle: 4:11,05 min, 18. Februar 2011, Moskau
- 2000 m (Halle): 5:45,60 min, 7. Januar 2011, Jekaterinburg